# 有吉×独身さん芸能人
有吉×独身さん芸能人（ありよしかけるどくしんさんげいのうじん）は、2014年1月2日に関西テレビ制作・フジテレビ系列で放送されたバラエティ番組。
正式タイトルは『有吉×独身さん芸能人 結婚偏差値㊙チェック 新春早々大きなお世話だよSP』（ - けっこんへんさちマルひチェック しんしゅんそうそうおおきなおせわだよスペシャル）。

## 放送時間
- 木曜22:00 - 23:30（JST）
  - 22:00の『木曜劇場 独身貴族』は既に終了、22:54の各局別ミニ番組[1]と23:00の『アウト×デラックス』は、共に休止。

## 主な出演者

### MC
- 有吉弘行
- 高橋真麻

## 主なスタッフ
- ナレーター：木村匡也
- 構成：工藤ひろこ、坂田康子、本松エリ
- TD：竹内弘佳
- CAM：横山大輔
- VE：藤崎康広
- AUD：絹山幸広
- TP：辻本豊
- LD：安藤雄郎
- ロケ技術：松井光太郎
- 美術制作：内藤佳奈子
- デザイン：野口陽介
- 美術進行：椛田学
- 大道具制作：卜部徹夫
- マルチ：上福更記
- メイク：吉田みわ
- 技術協力：fmt、RAFT、麻布プラザ、東京オフラインセンター
- 美術協力：フジアール
- ビジュアルクリエーター：薗部健
- 編集：奥山雄高
- MA：高橋友樹
- タイトルロゴ：岸和弘
- CG：鈴木千夏
- 音効：大久保吉久・クォン ジンホ（2人共ヴェントゥオノ）
- 撮影協力：与那嶺家 駒吉
- リサーチ：スコープ
- 宣伝：宮内覚・佐藤英明（2人共関西テレビ）
- 編成：山中厚史（関西テレビ）
- TK：藤井ひと美
- デスク：武部えみ
- AP：渡邊奈津子、竹部歩、安部景子
- AD：高橋立志、安蒜哲哉、南渚沙
- ディレクター：石川哲久、永松近也、太田実、高橋諒太（関西テレビ）、横山健一、水野将仁（クリーク・アンド・リバー社）
- 演出：小田切大輔、長沼昭悟（ベイビーディレクター）
- 総合演出：田中経一（ホームラン製作所）
- プロデューサー：細川陽子（関西テレビ）、宇和川隆（クリーク・アンド・リバー社）
- 制作協力：クリーク・アンド・リバー社
- 制作著作：関西テレビ